# 陳惠 (成化進士)
陳惠（1426年—？），字啟順，福建漳州府龍溪縣人，明朝政治人物。進士出身。

## 生平
福建鄉試第一百五名。成化二年（1466年）丙戌科會試第一百四十九名，殿試登進士第三甲第九十八名。

## 家族
曾祖父陳靜。祖父陳細。父亲陳周遠。